# Трајче Ђорђиев
Трајче Ђорђиев (Кочани, 28. јул 1967 — Скопље, 3. јун 2023) био је македонски филмски, телевизијски, позоришни и гласовни глумац, редитељ и пантомимичар.

## Биографија
Рођен је 28. јула 1967. године у Кочанима. Дипломирао је 1991. године на Факултету драмских уметности у Скопљу у класи професора Љубише Георгијевског. Од 1997. године члан је Македонског народног позоришта. Позоришни и видео редитељ је од 1991. већином као руководилац позоришног студија Културног центра града Кочана. Априла 2004. године режирао своју прву представу на Малој сцени Македонског народног позоришта. Априла следеће године режирао је и играо 5 представа пантомиме за једног извођача „The Man“ од Марсела Марсоа, са којом представом је дипломирао са титулом Мастер лепих уметности у пантомими на Академији театра и филма „НАТФИЗ“ у Софији. Ова представа је победила на Међународном фестивалу монодраме у граду Габрово у Бугарској. Такође, са овом представом учествовао је на међународном фестивалу пантомиме у Љубљани 2006. године и на 8. Међународном уметничком фестивалу у Шангају, НР Кина. Режирао је неколико музичких и рекламних спотова, као и 3 видео записа за НВО у Македонији. Режирао је едукативну емисију за ТВ у 3 епизоде „АБЦ пантомиме“. Глумио је у представама за децу и учествовао у преко 400 синхронизација за цртане филмове на српски и македонски језик. Синхронизације на српски језик радио је у студију Кларион.

## Филмографија
| Год.       | Назив                         | Улога          |
| ---------- | ----------------------------- | -------------- |
| 1992.      | Тврдокорни                    |                |
| 1992.      | Словенски Орфеј               | Орфеј          |
| 1994.      | Прекалени                     | студент-ђакон  |
| 1994.      | Еурека                        | Хорист 5       |
| 1994.      | Бумбари                       | Ж'та           |
| 1997.      | Во светот на бајките          |                |
| 1996-1997. | Македонски народни приказни 2 |                |
| 2000-2001. | Погрешно време                | Здравко        |
| 2003.      | Чекор пред времето            |                |
| 2004.      | Големата вода                 | први саветник  |
| 2005.      | Обични луђе                   | Огнен          |
| 2006.      | Нави                          | Марко Ченпеков |
| 2010.      | Македонски народни приказни 3 |                |
| 2011.      | Турни ме да кинисам           | Митре          |
| 2013.      | Тврдокорни                    | Коте Андртски  |
| 2017.      | Инсајдер                      | Огнен          |
| 2018.      | Преспав                       | експерт        |
| 2020.      | Хомо                          | Полицајац      |

## Улоге у српским синхронизацијама
| Цртани филм                            | Улога                                          |
| -------------------------------------- | ---------------------------------------------- |
| Анималија (Кларион)                    | Алекс                                          |
| Барби и Крцко Орашчић (Кларион)        | Крцко, Роби                                    |
| Барби Златокоса (Кларион)              | принц Стефан                                   |
| Барби: лабудово језеро (Кларион)       | Иван                                           |
| Барби: принцеза и просјакиња (Кларион) | Џулијан, краљ Доминик                          |
| Барби: Феритопија (Кларион)            | Налу, Фунги                                    |
| Барби: чаробни пегаз (Кларион)         | Ејдан                                          |
| Барбини дневници (Кларион)             | Кевин, Тод                                     |
| Барби и дијаманстки замак (Кларион)    | Ијан, Џереми                                   |
| Барби у божићној причи (Кларион)       |                                                |
| Барби и Палчица (Кларион)              | Макенин отац, Мајло, радници, Лукас            |
| Барби и три мускетара (Кларион)        | господин Тревил                                |
| Барби у причи о сирени (Кларион)       |                                                |
| Барби у модној бајци (Кларион)         |                                                |
| Барби: школа за принцезе (Кларион)     |                                                |
| Барби: савршени Божић (Кларион)        | Брајан                                         |
| Барби: Марипоза и кристални вилењаци   | принц Карлос                                   |
| Емили Џоли                             | Полицајац                                      |
| Јеж Алфред на задатку                  | Мајло                                          |
| Јакари (Кларион)                       | Јакари                                         |
| Мала принцеза (Кларион)                | краљ, итд.                                     |
| Мала сирена                            | принц                                          |
| Мали џин                               | Џонас, Елмер                                   |
| Марта - пас који говори (Кларион)      | Труман, Данијел, уводна шпица                  |
| Мери Кејт и Ешли у акцији              | Родни, Клајв                                   |
| Мис Спајдер и дечица из Сунчане долине | Холи, Гас, Паук                                |
| Мистерије госпође Малард               | Вилард                                         |
| Палчица                                | господин Кртица                                |
| Пустоловине са браћом Крет (Кларион)   | Џими, Зак                                      |
| Радознали Џорџ (Кларион)               | Бил, Стив                                      |
| Ратник Кишна Кап                       | Кишна Кап, Генерал Бу                          |
| Ружно паче                             | Мачак, наратор                                 |
| Рори - тркачки ауто (Кларион)          | Крсто, Мекси, Дрифтер, Лименко, Фармер Зеленко |
| Фиксизи (Кларион)                      | Том Томас                                      |
| Френклин                               | Френклин                                       |
| Хорсленд (Кларион)                     | Вил, Астек                                     |
| Црвенкапа и Вук                        | Вук, Ловац, наратор                            |
| Чаробне зубне виле                     | Каријес, итд.                                  |
| Чаробница Лили                         | споредне улоге                                 |